# Hawaiiaanse grijze vleermuis
De Hawaiiaanse grijze vleermuis (Lasiurus cinereus semotus) is een ondersoort van de grijze vleermuis (Lasiurus cinereus). Het is de enige vleermuis op Hawaï. Hij komt voor in een grote variatie aan biotopen, van woestijnen tot wetlands, van laagland tot hoog in de bergen. Ook heeft deze ondersoort een breder dieet, behalve motten eet hij allerhande vliegende insecten.
De ondersoort is oorspronkelijk beschreven door H. Allen in 1890 als Atalapha semota.